# Jakimowice-Kolonia
Jakimowice-Kolonia – kolonia w Polsce położona w województwie świętokrzyskim, w powiecie koneckim, w gminie Radoszyce.
W latach 1975–1998 miejscowość administracyjnie należała do województwa kieleckiego.